# Bahnhof Rennes

Der Bahnhof Rennes ist der größte Bahnhof der SNCF in der französischen Stadt Rennes. Der Bahnhof wird von rund 25.000 Fahrgästen täglich benutzt. Er hat acht Gleise an vier Bahnsteigen. Der Bahnhof wurde 1857 im Zuge der Bahnstrecke Paris–Brest eröffnet und lag damals relativ weit entfernt vom heutigen Stadtzentrum, jedoch vergrößerte sich die Stadt bis heute stark, wodurch er heute im Zentrum von Rennes liegt.
Der Bahnhof hat Anschluss an das TGV-Netz nach Paris, wobei sich die Fahrzeit durch die LGV Bretagne-Pays de la Loire seit 2017 auf eineinhalb Stunden reduziert hat. Regionalverbindungen bestehen unter anderem in die naheliegenden bretonischen Städte wie z. B. Brest, Lannion, Nantes, Quimper und Saint-Malo. TGV-Verbindungen bestehen nach Lyon, Montpellier, Marseille, Lille, Aix-en-Provence und Straßburg.
Umsteigemöglichkeit besteht am Bahnhof an das städtische Busnetz sowie zur U-Bahn von Rennes.